# Carlos Manga
José Carlos Aranha Manga (Rio de Janeiro, 6 de janeiro de 1928 – Rio de Janeiro, 17 de setembro de 2015) foi um montador, roteirista, diretor de cinema e televisão brasileiro. Manga inovou a comédia e a sátira no cinema brasileiro.

## Biografia
Filho do advogado Américo Rodrigues Manga e de Maria Isabel Aranha, Manga nasceu em 6 de janeiro de 1928, no Rio de Janeiro. Manga começou a ganhar a vida como bancário, mas gostava de cinema. Essa paixão o levou para a Atlântida Cinematográfica, através do ator Cyll Farney que integrava o primeiro time da companhia. Começou como almoxarife, mas aos poucos foi aprendendo o ofício e galgando posições. De contra-regra, passou a assistente de montagem e de direção. Por volta de 1951, atuou como diretor musical em filmes da Atlântida, o que o qualificou para a sua primeira empreitada como diretor. Carlos Manga fez sucesso na época das "chanchadas" da Atlântida, da qual foi um dos mais destacados diretores. Procurou acrescentar situações do cotidiano e até da política em seus filmes, como quando Oscarito imitava o então presidente Getúlio Vargas. Sob a direção de Manga, o ator espanhol fez uma dupla inesquecível com Grande Otelo, em filmes marcados pelo engenho e pela criatividade. Ambos atuaram com outros grandes atores e diretores da Atlântida, como J.B. Tanko, José Lewgoy, José Carlos Burle, Watson Macedo e o próprio Manga.

### Carreira na televisão
Entrou na televisão pelas mãos de Chico Anysio, que o convidou para trabalhar na TV Rio e dirigir Chico Anysio Show, o primeiro programa da TV brasileira a usar truques de video-tape. Até então os programas eram gravados "ao vivo" e reproduzidos. Após essa experiência ele foi para a TV Excelsior, onde chegou a ser diretor geral, na TV Record, de São Paulo, trabalhou com profissionais como Manoel Carlos e Jô Soares. Foi publicitário e diretor artístico de minisséries da Rede Globo. Foi diretor de núcleo de novelas como a refilmagem de Anjo Mau (1997) Torre de Babel (1998) e Eterna Magia (2007), bem como das minisséries Agosto (minissérie) (1993), Memorial de Maria Moura (1994) e Um Só Coração (2004). Também foi responsável pela direção dos seriados "Sandy & Junior" (1999) e "Sítio do Picapau Amarelo" (2001).

### Morte
Manga morreu no dia 17 de setembro de 2015, aos 87 anos, sua causa de morte não foi divulgada, em sua casa na Barra da Tijuca, no Rio de Janeiro. Deixou três filhos: Paula Manga, Carlos Manga Jr. e Maria Eduarda Manga.

## Controvérsia
Luana Piovani relatou que Carlos Manga a teria assediado durante as gravações do remake da novela Anjo Mau, da TV Globo. Ela revelou que se recusou a sentar no colo do diretor Carlos Manga. Segundo Luana: "A gente estava ali conversando, papo vai, papo vem, uma hora o Manga fez assim para mim: 'Vem aqui, senta aqui'. Ele tinha na base, mais ou menos, de uns 80 anos. Eu tinha na base, mais ou menos, de uns 21. Levantei e falei 'vou'. Fui levantando, sentei no braço da poltrona e falei: 'Só aqui, né?". A atriz lembra também que depois do ocorrido, ela teria sido afastada das gravações.

## Filmografia

### Cinema
| Ano  | Título                           | Cargo                         |
| ---- | -------------------------------- | ----------------------------- |
| 1952 | Carnaval Atlântida               | (direção das cenas musicais)  |
| 1952 | Amei um Bicheiro                 | (assistente de direção)       |
| 1953 | A Dupla do Barulho               | (roteiro, direção e montagem) |
| 1954 | Matar ou Correr                  | (direção e montagem)          |
| 1955 | Nem Sansão nem Dalila            | (direção e montagem)          |
| 1955 | Colégio de Brotos                | (diretor e montador)          |
| 1956 | Guerra ao Samba                  | (direção e montagem)          |
| 1956 | Vamos com Calma                  | (roteiro, direção e montagem) |
| 1956 | O Golpe                          | (roteiro e direção)           |
| 1957 | Garotas e Samba                  | (roteiro e direção)           |
| 1957 | Papai Fanfarrão                  | (direção)                     |
| 1957 | De Vento em Popa                 | (direção)                     |
| 1958 | É a Maior!                       | (direção)                     |
| 1959 | O Homem do Sputnik               | (direção)                     |
| 1959 | Esse Milhão É Meu                | (direção)                     |
| 1960 | Quanto Mais Samba Melhor         | (direção)                     |
| 1960 | O Palhaço o que É?               | (direção)                     |
| 1960 | O Cupim                          | (direção)                     |
| 1960 | Pintando o Sete                  | (direção)                     |
| 1960 | Cacareco Vem Aí                  | (roteiro e direção)           |
| 1960 | Os Dois Ladrões                  | (direção)                     |
| 1961 | Entre Mulheres e Espiões         | (direção)                     |
| 1962 | As Sete Evas                     | (direção)                     |
| 1974 | O Marginal                       | (roteiro, produção e direção) |
| 1975 | Assim Era a Atlântida            | (roteiro e direção)           |
| 1986 | Os Trapalhões e o Rei do Futebol | (direção)                     |

### Televisão
| Ano         | Título                            | Cargo/Papel                |
| ----------- | --------------------------------- | -------------------------- |
| 1968        | Quem tem medo da verdade?         | (direção e apresentação)   |
| 1969        | Chico Anysio Show                 | (direção)                  |
| 1971        | Editora Mayo, Bom Dia             | (direção geral)            |
| 1975        | Chico City                        | (direção)                  |
| 1986 - 1987 | Os Trapalhões                     | (direção geral)            |
| 1990        | A, E, I, O… Urca                  | (roteiro)                  |
| 1991        | Vamp                              | (produção)                 |
| 1993        | Agosto                            | (produção)                 |
| 1995        | Decadência                        | (direção)                  |
| 1997        | Anjo Mau                          | (produção)                 |
| 1998        | Torre de Babel                    | (produção)                 |
| 2004        | Um Só Coração                     | (direção e montagem)       |
| 2006        | Sítio do Pica-Pau Amarelo         | (direção de 185 episódios) |
| 2007        | Eterna Magia                      | (produção e direção)       |
| 2010        | Afinal, o Que Querem as Mulheres? | Don Carlo                  |

## Prêmios e indicações
Em 1983 recebeu o um prêmio Kikito especial no Festival de Gramado e, em 1995, recebeu o Troféu Oscarito, no mesmo festival.

### Troféu Roquette Pinto
| Ano  | Categoria             | Indicação    | Resultado |
| ---- | --------------------- | ------------ | --------- |
| 1963 | Melhor Produtor de TV | Carlos Manga | Venceu    |